# Веласкес, Рубен Дарио
Рубе́н Дари́о Вела́скес Берму́дес (исп. Rubén Darío Velázquez Bermúdez; род. 18 декабря 1975, Пуэбло-Рико, департамент Рисаральда) — колумбийский футболист, выступавший на позиции полузащитника в 1990—2000-е годы. Наиболее известен по выступлениям за «Онсе Кальдас». Выступал за сборную Колумбии.

## Биография
Рубен Дарио Веласкес дебютировал во взрослом футболе в 1993 году в «Атлетико Насьонале». Вместе с «зелёными» он выиграл чемпионат Колумбии в 1994 году, а через год «Атлетико Насьональ» дошёл до финала Кубка Либертадорес, в котором уступил бразильскому «Гремио». Однако в ходе турнира Веласкес не сыграл за «зелёных» ни одного матча.
С 1997 по 2005 год (за исключением аренды в «Кортулуа» в 2002 году) выступал за «Онсе Кальдас», став одним из ведущих игроков в команде. Начало 2000-х годов стало «золотым периодом» в истории клуба из Манисалеса. В 2003 году команда Луиса Фернандо Монтойи выиграла первый за 53 года титул чемпионов Колумбии. В 2004 году «Онсе Кальдас» сенсационно стал победителем Кубка Либертадорес. В финале колумбийцы одолели аргентинскую «Боку Хуниорс» (0:0; 1:1, в серии пенальти 2:0). На групповом этапе Веласкес принял участие только в одном матче, выйдя на замену в концовке последней игры против уругвайского «Феникса» (2:2), когда команда уже обеспечила себе первое место в квартете. Однако со стадии 1/4 финала (в которой «Онсе Кальдас» одолел «Сантос») Рубен Дарио стабильно выходил в основном составе, играя без замен.
12 декабря 2004 года принял участие в последнем в истории матче за Межконтинентальный кубок. «Онсе Кальдас» и победитель европейской Лиги чемпионов «Порту» сыграли вничью 0:0, а в серии пенальти со счётом 8:7 победу одержал португальский клуб. Веласкес вышел на поле в стартовом составе. Он успешно реализовал свой удар в послематчевой серии.
В 2006—2008 годах играл за «Реал Картахену», аргентинский «Колон», «Депортиво Кали» и «Бояка Чико». С последним клубом в 2008 году выиграл свой третий чемпионат Колумбии. Завершил спортивную карьеру в 2009 году, проведя сезон в клубе «Патриотас».
С 1996 по 2007 год периодически играл за сборную Колумбии. Провёл за «кафетерос» 13 матчей, из них 10 — в 2003 году, в котором он стал участником Кубка конфедераций и Золотого кубка КОНКАКАФ, куда Колумбия получила специальное приглашение.

## Титулы и достижения
- Чемпион Колумбии (3): 1994, 2003 (Апертура), 2008 (Апертура)
- Обладатель Кубка Либертадорес (1): 2004
- Финалист Кубка Либертадорес (1): 1995 (не играл)